# Gabriel Landeskog
Gabriel Ingemar John Landeskog (né le 23 novembre 1992 à Stockholm en Suède) est un joueur professionnel suédois de hockey sur glace. Il évolue au poste d'attaquant,. 
Son père Tony a joué en professionnel.

## Biographie

### Carrière en club
Formé au Hammarby IF, il rejoint les équipes de jeunes du Djurgården Hockey. En 2009, il dispute trois matchs d'Elitserien et inscrit une assistance. Sélectionné en troisième position par les Rangers de Kitchener lors de la sélection européenne 2009 de la Ligue canadienne de hockey, il part en Amérique du Nord et joue dans la Ligue de hockey de l'Ontario au cours de la saison 2009-2010.

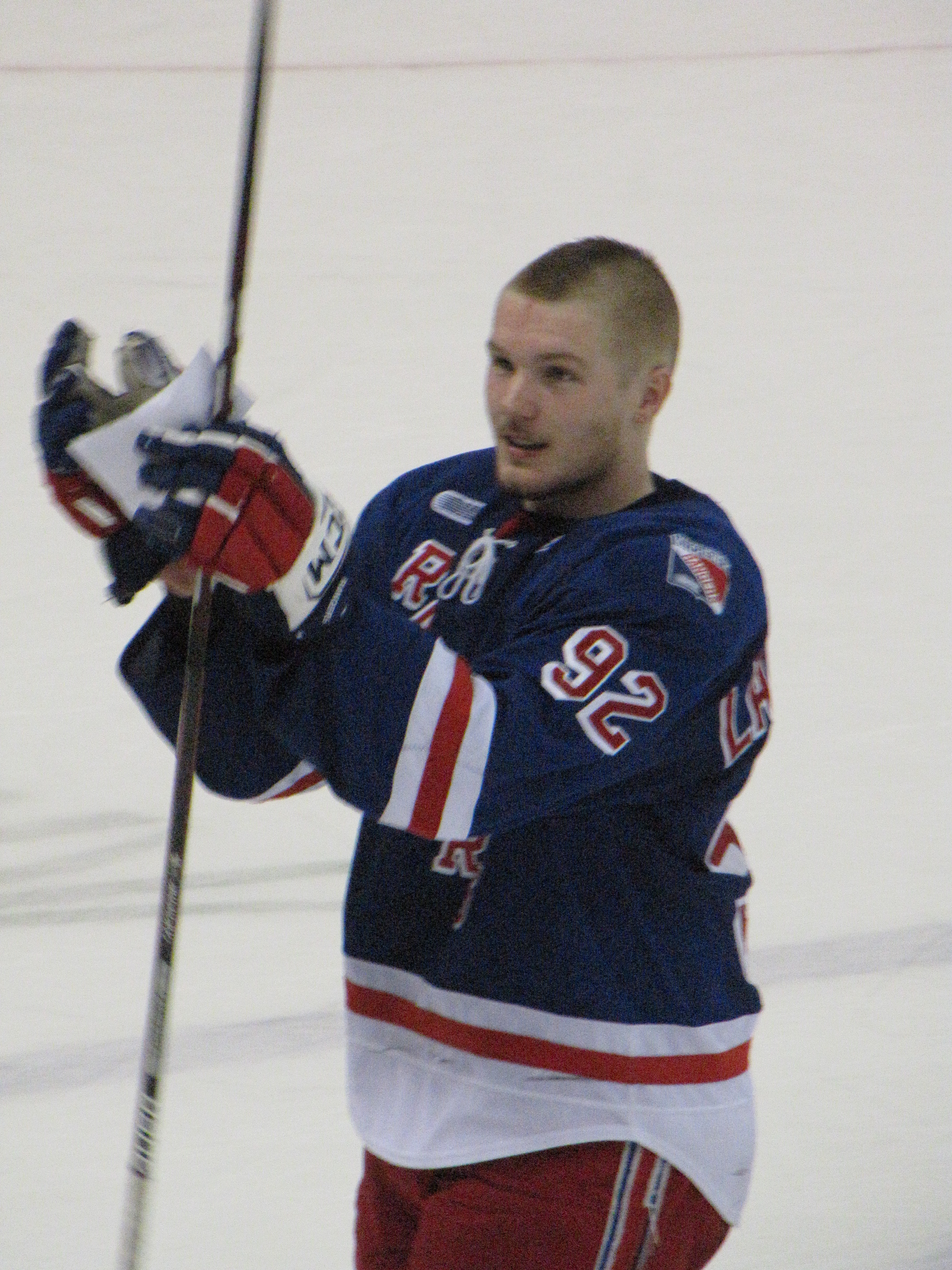
Landeskog avec l'équipe junior des Rangers de Kitchener

Il est sélectionné au premier tour en seizième position lors du repêchage d'entrée de la Ligue continentale de hockey par le Salavat Ioulaïev Oufa. Il est également choisi au premier tour, en deuxième position par l'Avalanche du Colorado au cours du repêchage de la Ligue nationale de hockey la même année.
Il rejoint les rangs de l'Avalanche pour la saison 2011-2012 ; bien que son équipe est éliminée de la course aux séries éliminatoires de la Coupe Stanley, il est sélectionné parmi les trois finalistes du Trophée Calder de la meilleure recrue de la ligue avec Adam Henrique des Devils du New Jersey et Ryan Nugent-Hopkins des Oilers d'Edmonton.
Le 4 septembre 2012, il est nommé capitaine de l'Avalanche du Colorado. Il remporte la Coupe Stanley 2022 avec Colorado.

### Carrière internationale
Il représente la Suède en sélection jeune.

## Statistiques

### En club
| Saison     | Équipe                | Ligue       |     | Saison régulière | Saison régulière | Saison régulière | Saison régulière | Saison régulière |    | Séries éliminatoires | Séries éliminatoires | Séries éliminatoires | Séries éliminatoires | Séries éliminatoires |
| Saison     | Équipe                | Ligue       | PJ  | B                | A                | Pts              | Pun              | PJ               | B  | A                    | Pts                  | Pun                  |                      |                      |
| 2008-2009  | Djurgården Hockey     | Elitserien  | 3   | 0                | 1                | 1                | 2                | -                | -  | -                    | -                    | -                    |                      |                      |
| 2009-2010  | Rangers de Kitchener  | LHO         | 61  | 24               | 22               | 46               | 51               | 20               | 8  | 15                   | 23                   | 18                   |                      |                      |
| 2010-2011  | Rangers de Kitchener  | LHO         | 53  | 36               | 30               | 66               | 61               | 7                | 6  | 4                    | 10                   | 4                    |                      |                      |
| 2011-2012  | Avalanche du Colorado | LNH         | 82  | 22               | 30               | 52               | 51               | -                | -  | -                    | -                    | -                    |                      |                      |
| 2012-2013  | Djurgården Hockey     | Allsvenskan | 17  | 6                | 8                | 14               | 32               | -                | -  | -                    | -                    | -                    |                      |                      |
| 2012-2013  | Avalanche du Colorado | LNH         | 36  | 9                | 8                | 17               | 22               | -                | -  | -                    | -                    | -                    |                      |                      |
| 2013-2014  | Avalanche du Colorado | LNH         | 81  | 26               | 39               | 65               | 71               | 7                | 3  | 1                    | 4                    | 8                    |                      |                      |
| 2014-2015  | Avalanche du Colorado | LNH         | 82  | 23               | 36               | 59               | 79               | -                | -  | -                    | -                    | -                    |                      |                      |
| 2015-2016  | Avalanche du Colorado | LNH         | 75  | 20               | 33               | 53               | 69               | -                | -  | -                    | -                    | -                    |                      |                      |
| 2016-2017  | Avalanche du Colorado | LNH         | 72  | 18               | 15               | 33               | 62               | -                | -  | -                    | -                    | -                    |                      |                      |
| 2017-2018  | Avalanche du Colorado | LNH         | 78  | 25               | 37               | 62               | 37               | 6                | 4  | 3                    | 7                    | 8                    |                      |                      |
| 2018-2019  | Avalanche du Colorado | LNH         | 73  | 34               | 41               | 75               | 51               | 12               | 3  | 5                    | 8                    | 10                   |                      |                      |
| 2019-2020  | Avalanche du Colorado | LNH         | 54  | 21               | 23               | 44               | 47               | 14               | 2  | 11                   | 13                   | 12                   |                      |                      |
| 2020-2021  | Avalanche du Colorado | LNH         | 54  | 20               | 32               | 52               | 34               | 10               | 4  | 9                    | 13                   | 9                    |                      |                      |
| 2021-2022  | Avalanche du Colorado | LNH         | 51  | 30               | 29               | 59               | 78               | 20               | 11 | 11                   | 22                   | 6                    |                      |                      |
| Totaux LNH | Totaux LNH            | Totaux LNH  | 738 | 248              | 323              | 571              | 601              | 69               | 27 | 40                   | 67                   | 53                   |                      |                      |

### En équipe nationale
| Année | Évènement                            |    | PJ | B | A | Pts | Pun | +/-                    |  | Résultat |
| 2009  | Championnat du monde moins de 18 ans | 6  | 4  | 0 | 4 | 24  | +7  | 5e place               |  |          |
| 2011  | Championnat du monde junior          | 1  | 1  | 1 | 2 | 0   | +3  | 4e place               |  |          |
| 2012  | Championnat du monde                 | 8  | 1  | 4 | 5 | 6   | +3  | 6e place               |  |          |
| 2013  | Championnat du monde                 | 10 | 3  | 1 | 4 | 18  | +4  | Médaille d'or          |  |          |
| 2014  | Jeux olympiques                      | 6  | 0  | 1 | 1 | 4   | +1  | Médaille d'argent      |  |          |
| 2016  | Coupe du monde                       | 4  | 1  | 0 | 1 | 2   | -1  | Défaite en demi-finale |  |          |
| 2017  | Championnat du monde                 | 10 | 2  | 3 | 5 | 2   | +7  | Médaille d'or          |  |          |
| 2019  | Championnat du monde                 | 5  | 2  | 5 | 7 | 0   | +3  | 5e place               |  |          |

## Trophées et honneurs personnels

### Ligue de hockey de l'Ontario
- 2009-2010 : nommé dans l'équipe des recrues

### Ligue nationale de hockey
- 2011-2012 : 
  - remporte le trophée Calder
  - nommé dans l'équipe des recrues
- 2018-2019 : participe au 64e Match des étoiles de la LNH
- 2021-2022 : vainqueur de la Coupe Stanley avec l'Avalanche du Colorado